# Carex kingii
Carex kingii là một loài thực vật có hoa trong họ Cói. Loài này được (R.Br. ex Boott) Reznicek mô tả khoa học đầu tiên năm 1990.